# Integripelta novella
Integripelta novella är en mossdjursart som beskrevs av Gordon, Mawatari och Kajihara 2002. Integripelta novella ingår i släktet Integripelta och familjen Eurystomellidae. Inga underarter finns listade i Catalogue of Life.